# 张书农
张书农（1910年—1997年），男，江苏宝应人，中国水利学家，曾任华东水利学院教授、副教务长，河海大学环境水利研究所所长，中国环境科学学会常务理事、顾问。